# Bondage Goat Zombie
Albums de Belphegor
Pestapokalypse VI
(2006) Walpurgis Rites - Hexenwahn
(2009)
Bondage Goat Zombie est le septième album studio du groupe de black metal autrichien Belphegor. L'album est sorti le 15 avril 2008 sous le label Nuclear Blast Records.
Certains titres de l'album reprennent les thèmes des écrits du Marquis de Sade.
Selon le site officiel du groupe, les deux titres The Sukkubus Lustrate et Der Rutenmarsch n'en forment maintenant qu'un seul et unique titre.

## Musiciens
- Helmuth - Chant, Guitare
- Serpenth - Basse
- Torturer - Batterie

## Liste des morceaux
| No | Titre                    | Durée |
| -- | ------------------------ | ----- |
| 1. | Bondage Goat Zombie      | 3:59  |
| 2. | Stigma Diabolicum        | 5:01  |
| 3. | Armageddon's Raid        | 5:07  |
| 4. | Justine: Soaked in Blood | 4:07  |
| 5. | Sexdictator Lucifer      | 3:43  |
| 6. | Shred for Sathan         | 3:47  |
| 7. | Chronicles of Crime      | 5:32  |
| 8. | The Sukkubus Lustrate    | 2:56  |
| 9. | Der Rutenmarsch          | 5:32  |